# Manophylax futabae
Manophylax futabae är en nattsländeart som beskrevs av Nishimoto 1997. Manophylax futabae ingår i släktet Manophylax och familjen Apataniidae. Inga underarter finns listade i Catalogue of Life.